# Розенко Павло Валерійович
Павло́ Вале́рійович Розе́нко (нар. 15 липня 1970, Київ) — український експерт з питань соціальної політики, громадський та політичний діяч. Віце-президент Товариства Червоного Хреста України. Народний депутат України 7-го і 8-го скликань. З 2 грудня 2014 року по 14 квітня 2016 року — міністр соціальної політики України. Віце-прем'єр-міністр України з 14 квітня 2016 по 29 серпня 2019 року.

## Життєпис
Народився 15 липня 1970 року в м. Києві у сім'ї службовців. Батько — Валерій Петрович, помер у 2005 році. Матір — Валентина Василівна, начальник відділу Держтелерадіокомпанії України. Серед відомих предків — Розенко Петро Якимович (1907–1991 р.), Голова Держплану УРСР, заступник Голови Ради Міністрів УРСР.
Закінчив київську середню школу № 135, у 1987 році вступив до електроакустичного факультету Київського політехнічного інституту, який закінчив у 1993 році.
Був одним із засновників першої незалежної всеукраїнської студентської організації — Української студентської спілки (УСС). Очолював Київську міську організацію УСС, обирався першим заступником голови Української студентської спілки. Активний учасник акції студентського голодування, відомого як «Революція на граніті», яка відбувалася у жовтні 1990 року. Акція студентського голодування стала однією із наймасовіших протестів на теренах колишнього СРСР і була підґрунтям для проголошення у 1991 році незалежності України.
Був членом Народного Руху України (з 1989 року), Молодого Руху.
З 1994 року перебуває на державній службі. До 2000 року — помічник-консультант народного депутата України. У 2000–2001 роках — помічник Міністра, керівник служби забезпечення діяльності Міністра екології та природних ресурсів України. З 2001–2005 роки — помічник-консультант народного депутата України, Комітет з питань екологічної політики, природокористування та ліквідації наслідків аварії на Чорнобильській АЕС.
У лютому 2005 року призначений першим заступником Міністра праці та соціальної політики України.
У 2007 році — керівник служби соціальної політики Секретаріату Президента України.
З 2008 по червень 2010 — перший заступник Міністра праці та соціальної політики України.
З 2010 року — незалежний експерт з питань соціальної політики України, провідний експерт Центру ім. О.Разумкова, громадський діяч.
Автор понад 100 статей і публікацій з питань соціальної політики, пенсійної реформи, системи пільг та компенсацій в Україні, оплати праці, інших аспектів соціально-трудових відносин.
З 2012 року — член політичної партії «УДАР» (Український Демократичний Альянс за Реформи) Віталія Кличка, № 10 передвиборчого списку партії на виборах до Верховної Ради України. У жовтні 2012 року обраний народним депутатом України. Заступник голови Комітету Верховної Ради з питань соціальної політики та праці.
У грудні 2014 року призначений Міністром соціальної політики України.
14 квітня 2016 року Верховна Рада України призначила новий склад Кабінету Міністрів України, у складі якого Павло Розенко обійняв посаду віце-прем'єр-міністра України.
З 2019 року — займається громадсько-політичною та експертною діяльністю. Експерт UNAIDS — Об'єднана програма Організації Об'єднаних Націй по ВІЛ/СНІД.
З 2021 до цього часу;— віце-президент Товариства Червоного Хреста України.
Державний службовець 1-го рангу. Заслужений працівник соціальної сфери України (жовтень 2008).

### Декларація
- Е-декларація [Архівовано 23 лютого 2019 у Wayback Machine.]